# Дачне (Одеський район)
Да́чне — село в Україні, у Одеському районі Одеської області, адміністративний центр Дачненської сільської громади. Населення становить 11150 осіб. Відстань до м. Одеса — 22 км. В селі знаходяться залізнична станція «Дачна», котра має сполучення з Одесою. Село знаходиться біля траси міжнародного значення М05 (E95). Дістатися до Одеси можливо за допомогою електропотягу та маршрутного таксі № 46.

## Історія
Засновано в 90-х роках XVIII ст. селянами, що втікали від панщини із центральних губерній імперії. До 1917 року село входить до складу Одеського градоначальства.
Під час організованого радянською владою Голодомору 1932—1933 років померло щонайменше 69 жителів села.
01.02.1945 р. х. Кабаченка перейменовано на х. Дачний.
12 вересня 1967 року селище Дачне і село Гнилякове об'єднані в село Дачне.

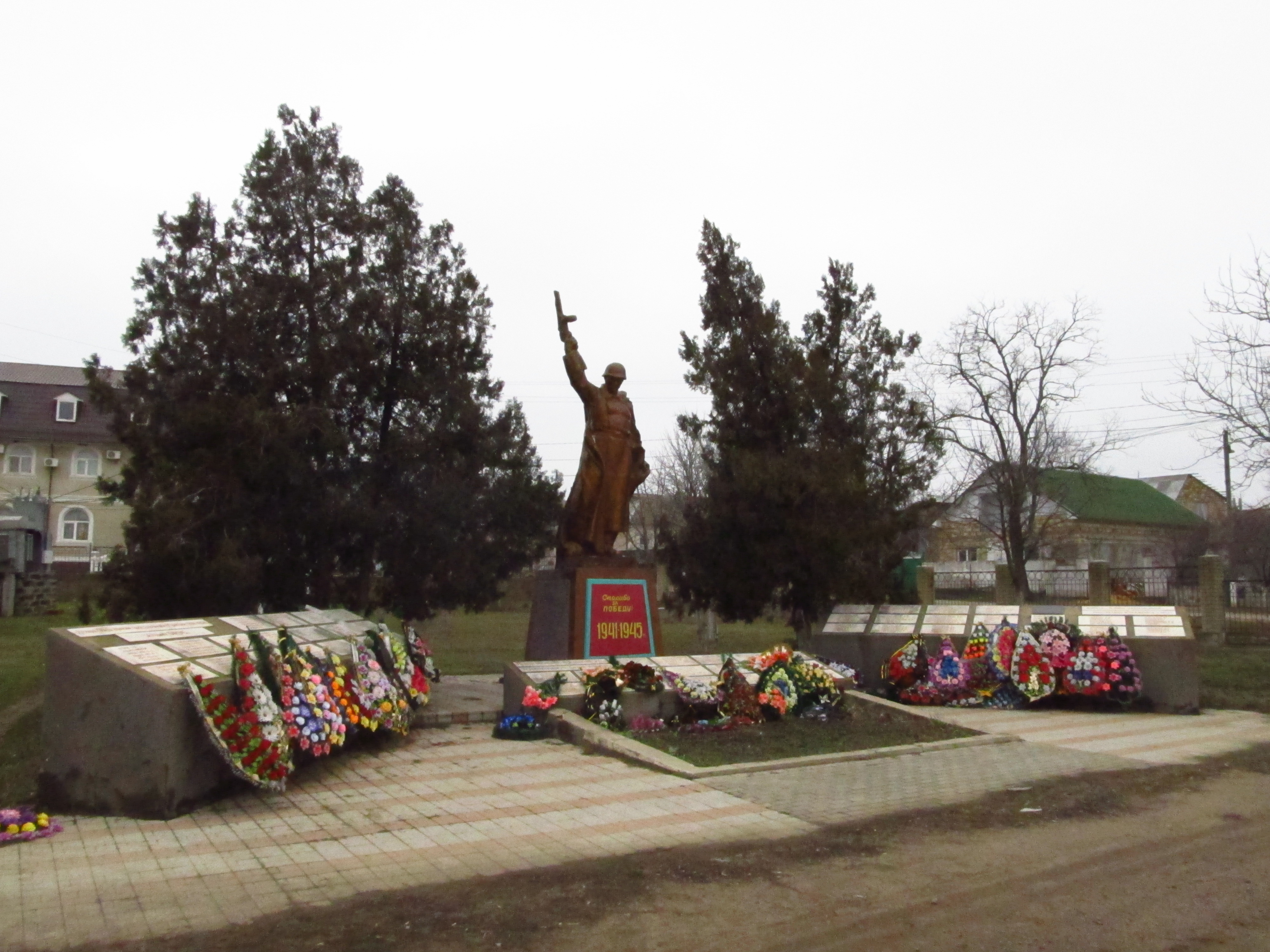
Військовий меморіал в центрі села

## Населення
Згідно з переписом 1989 року населення села становило 8428 осіб, з яких 3779 чоловіків та 4649 жінок.
За переписом населення 2001 року в селі мешкало 8548 осіб.

### Мова
Розподіл населення за рідною мовою за даними перепису 2001 року:
| Мова       | Відсоток |
| ---------- | -------- |
| українська | 87,31 %  |
| російська  | 11,26 %  |
| румунська  | 0,67 %   |
| білоруська | 0,25 %   |
| болгарська | 0,2 %    |
| вірменська | 0,07 %   |
| гагаузька  | 0,04 %   |

## Люди
В селі народилися
- Козюренко Олександр Григорович — український радянський художник-карикатурист.
- Сурілов Олексій Васильович — доктор юридичних наук, професор. Заслужений діяч науки і техніки України.